# Quốc Thiên
Trần Quốc Thiên (sinh ngày 9 tháng 4 năm 1988), thường được biết đến với nghệ danh Quốc Thiên, là một nam ca sĩ người Việt Nam. Anh từng đạt giải Nhì của cuộc thi Tiếng ca học đường vào năm 2007 và là quán quân của mùa thứ 2 trong chương trình Vietnam Idol vào năm 2008.

## Chương trình truyền hình

### Tiếng ca học đường
Năm 2007, Quốc Thiên tham gia chương trình Tiếng ca học đường do đài HTV tổ chức và đoạt giải Nhì chung cuộc sau thí sinh Trần Khởi My.

### Vietnam Idol 2008[2]
Năm 2008, Quốc Thiên tham gia thử giọng tại Thành phố Hồ Chí Minh. Xuất sắc vượt qua 15.000 thí sinh thử giọng, 93 thí sinh khác ở vòng nhà hát, 19 thí sinh vòng bán kết và 09 thí sinh khác ở vòng chung kết, Quốc Thiên đã đăng quang và giành danh hiệu Thần tượng duy nhất của mùa thi Thần tượng âm nhạc: Vietnam Idol với tỉ lệ bình chọn 61%, trên thí sinh Thanh Duy (39%) vào ngày 14 tháng 1 năm 2009. Với chiến thắng trên, Quốc Thiên đã sở hữu toàn bộ giải thưởng của chương trình: 10.000 đô la Mỹ và một hợp đồng thu âm với công ty Music Faces Entertainment.

#### Các bài hát trong Vietnam Idol, mùa 2
| Vòng biểu diễn      | Chủ đề                                             | Tên bài hát                                  | Tác giả         | Kết quả       |
| ------------------- | -------------------------------------------------- | -------------------------------------------- | --------------- | ------------- |
| Tuần 1              | Bài hát thể hiện mình                              | Cánh buồm phiêu du                           | Sơn Thạch       | An toàn       |
| Tuần 2              | Nhạc đương đại                                     | Ngôi sao nhỏ                                 | Tường Văn       | Không an toàn |
| Tuần 3              | Tình khúc vượt thời gian                           | Dư âm                                        | Nguyễn Văn Tý   | Không an toàn |
| Tuần 4              | Khúc biến tấu mang âm hưởng dân gian               | Son                                          | Đức Nghĩa       | An toàn       |
| Tuần 5              | Những ca khúc sôi động                             | Rock Sài Gòn                                 | Lâm Quốc Cường  | An toàn       |
| Tuần 6              | Những khúc ca được yêu thích từ thập niên 90       | Nửa vầng trăng                               | Nhật Trung      | An toàn       |
| Tuần 6              | Những khúc ca được yêu thích từ thập niên 90       | Tình yêu lung linh                           | Hoài An         | An toàn       |
| Tuần 7              | Những tình khúc đêm đông                           | Bài thánh ca buồn                            | Nguyễn Vũ       | Vào Top 4     |
| Tuần 7              | Những tình khúc đêm đông                           | Ước mơ cho ngày mai                          | Anh Tuấn        | Vào Top 4     |
| Tuần 8              | Hát tặng người thân yêu                            | Mẹ tôi                                       | Nhị Hà          | Vào Top 3     |
| Tuần 8              | Hát tặng người thân yêu                            | Guitar cho ta                                | Lê Minh Sơn     | Vào Top 3     |
| Tuần 8              | Hát tặng người thân yêu                            | Điệp khúc mùa xuân                           | Quốc Dũng       | Vào Top 3     |
| Tuần 9              | Những bài hát thử thách                            | Yêu đời (hát cùng Thanh Duy)                 | Nguyễn Dân      | Vào Bán kết   |
| Tuần 9              | Những bài hát thử thách                            | Dấu tình sầu                                 | Ngô Thụy Miên   | Vào Bán kết   |
| Tuần 9              | Những bài hát thử thách                            | Không còn mùa thu                            | Việt Anh        | Vào Bán kết   |
| Tuần 9              | Những bài hát thử thách                            | Em sẽ là giấc mơ                             | Lưu Thiên Hương | Vào Bán kết   |
| Bán kết             |                                                    | Lời yêu xa                                   | An Hiếu         |               |
| Bán kết             | Về ăn cơm                                          | Sa Huỳnh                                     |                 |               |
| Lễ Đăng quang       |                                                    | Vẫn hoài ước mơ (hát cùng các thí sinh khác) | Đức Vượng       | Quán quân     |
| Lễ Đăng quang       | Điệp khúc mùa xuân (hát cùng Thanh Duy)            | Quốc Dũng                                    |                 | Quán quân     |
| Lễ Đăng quang       | Áo xanh (hát cùng Lê Tuấn, Phi Trường & Thanh Duy) | Tuấn Khanh                                   |                 | Quán quân     |
| Lễ Đăng quang       | Son                                                | Đức Nghĩa                                    |                 | Quán quân     |
| Lễ Đăng quang       | Một mình (hát cùng Quang Dũng)                     | Thanh Tùng                                   |                 | Quán quân     |
| Bài hát chiến thắng | Bài hát chiến thắng                                | Nụ cười và những ước mơ                      | Đức Trí         |               |

Với tỉ lệ 61% trong tổng số lượt bình chọn, cùng hai ý kiến từ hội đồng giám khảo nghiêng về Quốc Thiên, anh đã trở thành thần tượng âm nhạc thứ hai của Việt Nam. Giành được toàn bộ giải thưởng và sẽ đại diện Việt Nam tham dự Asian Idol, Mùa hai.

### Asian Idol
Sau khi giành chiến thắng tại Vietnam Idol, Quốc Thiên chính thức trở thành đại diện cho Việt Nam tham dự Asian Idol vào năm 2009.

### Tôi là người chiến thắng
Quốc Thiên tham gia mùa đầu tiên của chương trình Tôi là người chiến thắng, được phát sóng trên kênh HTV7 từ ngày 25 tháng 5 năm 2013 và đi tới vòng bán kết.

### Gương mặt thân quen
Năm 2017, Quốc Thiên tham gia Gương mặt thân quen mùa thứ Năm và đạt giải Ba. Bên cạnh đó, anh còn trở thành thí sinh được yêu thích nhất với 35.4% bình chọn từ khán giả và là thí sinh thân thiện nhất do ban Tổ chức bình chọn.
| Tuần      | Bài hát | Nhân vật đã hoá thân                   | Xếp hạng |
| --------- | --- | -------------------------------------- | -------- |
| 1         | "Lạc trôi" (Sáng tác: Sơn Tùng M-TP)                                                                         | Sơn Tùng M-TP                          | 2        |
| 2         | "Vùng trời bình yên" (Sáng tác: Hữu Tâm)                                                                     | Hồng Ngọc, Đàm Vĩnh Hưng               | 1        |
| 3         | "Womanizer" (Sáng tác: Nikeshia Briscoe, Rafael Akinyemi)                                                    | Britney Spears                         | 4        |
| 4         | "Một ngàn lý do đau lòng" (Sáng tác: Xing Zenghua, Lee Caisong)                                              | Trương Học Hữu                         | 1        |
| 5         | "Trước ngày hội bắn" (Sáng tác: Trịnh Quý)                                                                   | Phạm Anh Khoa (kết hợp cùng Ngọc Khuê) | 4        |
| 6         | "Chuyến xe cuối tuần" (Sáng tác: NSND Viễn Châu)                                                             | Văn Hường (kết hợp cùng Lê Giang)      | 5        |
| 7         | "Lion Heart" (Sáng tác: Sean Alexander, Darren Smith, Claudia Brant, Ilwol Paril, Choi Soyoung, Joy Factory) | SNSD (kết hợp cùng Đại Nhân, Minh Xù)  | 3        |
| 8         | "Duyên phận" (Sáng tác: Thái Thịnh)                                                                          | Lệ Quyên                               | 4        |
| 9         | "Vết chân tròn trên cát" (Sáng tác: Trần Tiến)                                                               | Trần Tiến                              | 1        |
| 10        | "Nuối tiếc" (Sáng tác: Hồ Hoài Anh)                                                                          | Hồ Quỳnh Hương                         | 3        |
| 11        | "Vì đó là em" (Sáng tác: Diệu Hương)                                                                         | Quang Dũng                             | 6        |
| 12        | "I Have Nothing" (Sáng tác: David Foster, Linda Thompson)                                                    | Whitney Houston                        | 4        |
| Chung kết | "Feeling Good" (Sáng tác: Anthony Newley, Leslie Bricusse)                                                   | Prince Poppycock                       | 3        |

Sau đó, ở Gương mặt thân quen nhí mùa thứ Tư, anh đóng vai trò huấn luyện viên, hướng dẫn bé Tú Thanh và bé Tuấn Ngọc.

### Sao nhập ngũ (2017)
Năm 2017, Quốc Thiên tham gia chương trình Sao nhập ngũ Mùa 2: Thử thách bản lĩnh, được sản xuất với sự phối hợp của Công ty Truyền thông Viettel và Trung tâm Phát thanh và Truyền hình Quân đội, phát sóng từ ngày 12 tháng 3 đến ngày 30 tháng 4 năm 2017. Cùng tham gia với Nguyễn Bình An, Nguyễn Xuân Phúc tại Lữ đoàn Đặc công 113 - Binh chủng Đặc công.

### Cuộc đua kỳ thú (2019)
Năm 2019, Quốc Thiên tham gia chương trình Cuộc đua kỳ thú - một trò chơi truyền hình do Đài Truyền hình Việt Nam và công ty BHD sản xuất. Đây là phiên bản Việt Nam của chương trình The Amazing Race đến từ Hoa Kỳ.
Chương trình này bao gồm các cặp thí sinh cùng nhau thi đấu và tranh đua ở nhiều địa điểm trên khắp Việt Nam, như một cách quảng bá du lịch và hình ảnh đất nước. Tính đến năm 2019, Cuộc đua kỳ thú đã sản xuất được sáu mùa.

### Anh Trai Vượt Ngàn Chông Gai
Năm 2024, Quốc Thiên tham gia chương trình Anh trai vượt ngàn chông gai với vai trò là người chơi và trở thành 1 trong 17 thành viên của đội hình "Gia tộc Toàn năng".
| Tập phát sóng | Vòng công diễn                              | Nhà                  | Bài hát thể hiện                           | Tác giả |
| ------------- | ------------------------------------------- | -------------------- | ------------------------------------------ | --- |
| Đặc biệt      | Đặc biệt                                    | 33 anh tài           | "Hoả ca (Call Me by Fire)"                 | Charles, Touliver, GRVITY, Tinle, SlimV                                                                            |
| Tập 2         | Sân khấu ra mắt                             | Thanh xuân học đường | "Hơn 1000 năm sau" và "Chia cách bình yên" | Trịnh Đình Quang, Tiên Cookie                                                                                      |
| Tập 2         | Sân khấu ra mắt                             | Thanh xuân học đường | "Sóng tình"                                | Tuấn Khanh |
| Tập 4         | Vòng công diễn 1: Người thiếu niên thuở nào | Hát                  | "Một lần dang dở" & "Đi qua cầu vồng"      | Nhật Ngân, Mặc Thế Nhân, Phúc Bồ, Rick, Hà Lê, Đỗ Hoàng Hiệp, Kiên Ứng                                             |
| Tập 5         | Vòng công diễn 2: Lời nhắn từ vũ trụ        | Tinh Tú              | "Chợt nghe bước em về"                     | Quốc Vượng, Rhymastic                                                                                              |
| Tập 6         | Vòng công diễn 2: Lời nhắn từ vũ trụ        | Tinh Tú              | "Những kẻ mộng mơ"                         | Nguyễn Bảo Trọng, Rhymastic                                                                                        |
| Tập 8         | Vòng công diễn 3: Tấm khiên                 | Trẻ                  | "Thu hoài"                                 | Hoài Thanh, 14 Casper, Rhymastic                                                                                   |
| Tập 8         | Vòng công diễn 3: Tấm khiên                 | Trẻ                  | "Trái Đất ôm Mặt Trời"                     | Kai Đinh, Grey D, Hà Lê, Binz                                                                                      |
| Tập 10        | Vòng công diễn 4: Điểm tựa                  | Trẻ                  | "Đêm cô đơn"                               | Trung Kiên, Rhymastic                                                                                              |
| Tập 11        | Vòng công diễn 4: Điểm tựa                  | Trẻ                  | "Đào liễu"                                 | Chèo cổ, Binz |
| Tập 12        | Vòng công diễn 5: Thế giới song song        | Thiếu Nhi            | "If"                                       | Vũ Cát Tường, Bùi Công Nam                                                                                         |
| Tập 12        | Vòng công diễn 5: Thế giới song song        | Thiếu Nhi            | "Bay"                                      | Nguyễn Hải Phong, Charles, Binz, Rhymastic                                                                         |
| Tập 13        | Vòng công diễn 5: Thế giới song song        | Thiếu Nhi            | "Đỏ quên đi"                               | Hà Lê, Đỗ Hoàng Hiệp, Binz, Rhymastic, Bùi Công Nam, Nomovodka                                                     |
| Tập 14        | Chung kết: Anh, tôi thành chúng ta          | Thiếu Nhi            | "Bống bống bang bang"                      | Only C, Nguyễn Phúc Thiện, Lou Hoàng, Đinh Tiến Đạt, Tiến Luật, Thanh Duy, Binz, Rhymastic, Duy Khánh              |
| Tập 15        | Chung kết: Anh, tôi thành chúng ta          | Thiếu Nhi            | "Dòng thời gian"                           | Nguyễn Hải Phong, Đinh Tiến Đạt, Tiến Luật, Hà Lê, Thanh Duy, Binz, Thiên Minh, Rhymastic, Bùi Công Nam, Duy Khánh |

Quốc Thiên cho biết, được đồng hành cùng 32 nghệ sĩ là trải nghiệm tuyệt vời trong hành trình hoạt động nghệ thuật, hành trình tham gia chương trình đã mang anh đến gần với khán giả hơn, cũng như nâng cấp chuyên môn hơn về âm nhạc và học hỏi thêm về mảng trình diễn, vũ đạo.

### Các chương trình truyền hình khác
- Ai là bậc thầy chính hiệu - VTV3 (người chơi khách mời của đội Tuổi Trẻ Xém Già (với Quách Ngọc Tuyên) và đội Hột Bẹt (với Ốc Thanh Vân)
- Trời sinh một cặp (mùa 5) - VTV3 (vai trò Huấn luyện viên)
- Hoa khôi Áo dài Việt Nam 2016 - VTV6 (Ca sĩ khách mời)

## Sản phẩm âm nhạc

### Album phòng thu
- Hát cùng tôi (2009) (Vol 1)
- Vì ta quá yêu (2010) (Vol 2)
- Khi anh lặng im (2013) (Vol 3)

### Nhạc phim
- Chào buổi sáng em yêu (sáng tác: Đỗ Thụy Khanh) trong phim Chào buổi sáng em yêu
- Tựa cánh hoa bay (sáng tác: Đỗ Thụy Khanh) trong phim Vòng vây hoa hồng.
- Có đau cũng là xứng đáng (sáng tác Nguyễn Minh Cường) - OST Cái giá của hạnh phúc

### Video âm nhạc
| Ngày phát hành | Tên bài hát                          | Tác giả                        |
| -------------- | ------------------------------------ | ------------------------------ |
| 18/07/2013     | Lạc                                  | Phạm Toàn Thắng                |
| 08/11/2016     | Gió Cuốn Em Đi                       | Sơn Tùng - MTP                 |
| 08/11/2016     | Mong Manh Tình Về                    | Nhạc: Đức Trí, lời: Phương Nga |
| 10/11/2016     | Chia Cách Bình Yên                   | Tiên Cookie                    |
| 13/11/2016     | Lỡ Mai Này                           | Tiên Tiên                      |
| 21/12/2016     | Đông Dịu Ngọt                        | Đức Trí, Phương Nga            |
| 08/02/2017     | Câu chuyện làm quen                  | Tiên Cookie                    |
| 26/08/2017     | Nhớ Về Em                            | Jimmy Nguyễn                   |
| 13/11/2017     | Thương                               | Khắc Việt                      |
| 14/09/2018     | Phải Là Anh Thì Em Mới Biết Được     | Liêu Hưng                      |
| 10/9/2019      | Vạn Sự Tuỳ Duyên                     | Thanh Hưng                     |
| 13/02/2020     | Cảm Ơn Mình Đã Yêu Anh               | Tăng Nhật Tuệ                  |
| 14/4/2022      | Hẹn Nhau Trong Giấc Mơ               | Võ Hoài Phúc                   |
| 01/11/2023     | Hơn 1000 Năm Sau                     | Trịnh Đình Quang               |
| 14/10/2024     | Thiếu Em Như Trái Đất Thiếu Mặt Trời | Lê Cương, Như Việt             |
| sắp ra mắt     | SKYNote                              | Rhymastic                      |
| sắp ra mắt     | Hãy để anh đi                        | Lê Cương                       |

## Giải thưởng
1. Giải Nhất cuộc thi đơn ca Hoa Phượng Đỏ[10] hè 2003
2. Giải Nhất giọng ca trẻ 2004 huyện Thống Nhất, Đồng Nai[10]
3. Giải Nhì[11] cuộc thi Tiếng ca học đường vào năm 2007
4. Quán quân mùa thứ 2 chương trình Vietnam Idol năm 2008.
5. Ngày 05/03/2025, SKYNote - Quốc Thiên đã xuất sắc đạt giải[12] "Chương trình của năm" do khán giả và hội đồng nhà báo bình chọn tại Giải thưởng Cống hiến - một giải thưởng thường niên cho lĩnh vực âm nhạc và thể thao tại Việt Nam do báo Thể thao & Văn hóa tổ chức.